# Luis Barandiarán Pagador
Luis Barandiarán Pagador (Chiclayo, Lambayeque, 29 de septiembre de 1922-Lima, 7 de septiembre de 2019) fue un político y teniente general FAP peruano. Durante el gobierno de Juan Velasco Alvarado fue ministro de Comercio del Perú en 1974 y fue miembro de la Comunidad Andina (1976-1979).

## Biografía
Nació en Chiclayo, departamento de Lambayeque, en 1922. Fue hijo de Juan Jorge Barandiarán Barandiarán (1890-1945) y María Augusta Pagador Blondet (1894-1986). Sus tíos fueron el jurista y político José León Barandiarán y el escritor Augusto León Barandiarán. Sus primos fueron el escritor Luis León Herrera y el catedrático José León Herrera. Su hermano fue el político y general del ejército del Perú Jorge Barandiarán Pagador ministro de Agricultura del Perú (1969-1971) y presidente del Comando Conjunto de las Fuerzas Armadas del Perú en 1975.
Fue enviado con los diez primeros graduados de su clase a la Estación Aérea Naval de Corpus Christi, en Texas, donde permaneció ahí entre 1942 y 1943; se graduó en la misma clase que compartió con el futuro presidente de Estados Unidos George H. W. Bush. Fue destacado a la Base FAP en Piura, en Perú. Se casó en diciembre de 1945 con Graciela Escudero Seminario. En 1955 siendo mayor FAP fue enviado a la escuela de alto mando en Montgomery, Alabama. Luego fue ascendido a comandante y nombrado jefe del 21.° escuadrón de B-26 en Chiclayo. Fue ascendido a coronel y construyó una escuela en Las Palmas. Fue alumno del Centro de Altos Estudios Nacionales, secretario en la FAP. 
En 1963 fue enviado a Chile como agregado aéreo; estudió Economía en Escolatina, Santiago, sacando su máster en 1964. De regreso a Lima, ascendió a mayor general. Durante el gobierno de Juan Velasco Alvarado fue mayor general FAP y jefe de la Oficina Nacional de Integración; también fue presidente de la Misión Peruana de Promoción Económica que viajó a Bolivia en mayo de 1972 para acrecentar las relaciones económicas entre ambos países, reuniéndose y planificando con el coronel y presidente de Bolivia Hugo Banzer. Fue ascendido a teniente general FAP y fue ministro de Comercio del Perú en 1974. El 13 de septiembre de 1974, como ministro y representando al gobierno peruano, firmó el Convenio de Comercio y Cooperación Económica y Técnica entre el Perú y Bolivia junto al coronel y ministro boliviano Miguel Ayoroa Montaño. Fue jefe de Inteligencia de la FAP. Fue embajador plenipotenciario del Perú en el convenio del Grupo Andino y después ocupando el cargo de miembro de la Comunidad Andina (1976-1979). A los 57 años pasó al retiro militar. Escribió libros como La ciudad sagrada, Desarrollo y gasto militar: el caso peruano, entre otros.

## Reconocimientos
- Gran Cruz de la Orden del Mérito Civil (29 de marzo de 1974)[28]

## Obras
- Desarrollo y gasto militar: el caso peruano (1995). Editorial Apoyo. 267 páginas. Librería: Libros Latinos ISBN 10: 848946202X
- Transnational Enterprises and Latin American Integration (1978). Editor: Junta del Acuerdo de Cartagena. Colaboradores: Board of the Cartagena Agreement, Centre on Transnational Corporations (ONU)
- Primer curso de planificación del desarrollo (1969). Escrito con Valentín Vásquez M.
- Estrategia del desarrollo económico en la Sierra peruana (1965).  146 páginas.